# Ivan de Rupella
Ivan de Rupella OCarm (tal. Giovanni de Rupella; ? – 1364.) bio je prelat Katoličke Crkve koji je služio kao biskup biskupije Potenza od 1351. do 1364. Prije toga, obnašao je dužnost biskupa trebinjsko-mrkanskog, od 1349. do 1351. godine.

## Životopis
Podrijetlom je iz francuskog La Rochella. Pripadao je karmelićanskom redu.
Za trebinjsko-mrkanskog biskupa imenovan je 18. svibnja 1349. godine. Dana 13. svibnja 1351. premješten je za biskupa biskupije Potenza u Italiji.

### Knjige
- Perić, Ratko. 2020. Kronotaksa trebinjsko-mrkanskih biskupa s nekim prijepornim pitanjima.   Krešić, Milenko (ur.). Trebinjsko-mrkanska biskupija za vrijeme posljednjeg biskupa ordinarija Nikole Ferića (1792.-1819.) i nakon njega. Teološko-katehetski institut u Mostaru. Mostar. str. 9–33

### Mrežna sjedišta
- Bishop Giovanni de Rupella, O. Carm. †. catholic-hierarchy.org (engleski). Pristupljeno 24. prosinca 2022.

| Titule u Katoličkoj Crkvi        | Titule u Katoličkoj Crkvi              | Titule u Katoličkoj Crkvi     |
| -------------------------------- | -------------------------------------- | ----------------------------- |
| prethodnik Ivan de Mobili        | Biskup trebinjsko-mrkanski 1349.–1351. | nasljednik Matija de Altamuta |
| prethodnik Guglielmo della Torre | Biskup potenski 1351.–1364.            | nasljednik Giacomo de Fusco   |